# Жак Делор
Жак Дело́р (фр. Jacques Delors; 20 липня 1925, Париж — 27 грудня 2023, там же) — французький економіст і політик, видатний європейський діяч, президент Європейської Комісії (1985—1995). З 1981 по 1984 рік був міністром економіки й фінансів Франції, допомагаючи відродити французьку економіку після економічної кризи. На посаді президента Європейської Комісії готував Єдиний Європейський Акт (1986 рік), який проклав шлях до завершення формування єдиного ринку до 1993 року (програма «1992»). Сприяв трансформації Європейської Спільноти в Європейський Союз. У своєму «плані Делора ІІ» (попередній «план Делора І» підготував успіх Єдиного Європейського Акту) заклав підґрунтя економічного й монетарного союзу.

## Молоді роки
Жак Делор народився 20 липня 1925 р. у Парижі в заможній французькій родині, яка належала до вищого прошарку середнього класу. Проте події 1929 р., які започаткували тривалу економічну депресію в капіталістичному західному світі, суттєво обмежили родинні статки. Водночас у 1930-ті рр. у батьків вистачило коштів, аби дати сину пристойну освіту. Сам Жак цікавився двома речами. На теоретичному рівні математикою, а на практичному економікою.
На час капітуляції Франції в червні 1940 р. 15-річний юнак тільки закінчив гімназію. Час нацистської окупації рідного Парижу був одним із найсумніших у житті Ж. Делора. Проте в інтелектуальному розвитку його особистості цей період був помітною віхою. Жак і далі наполегливо оволодівав математичною теорією та бухгалтерською практикою, яка, на думку його батька, за будь-якого політичного режиму могла дати шматок хліба. Врешті у 1943 р. Ж. Делор став бакалавром з математики. У серпні 1944 р. союзницькі війська на чолі з де Голлем нарешті визволили Париж. Настав час Четвертої Французької республіки.

## Праця у Французькому національному банку та Уряді Франції
З жовтня 1944 р. Жак Делор перейшов на роботу до Французького національного банку, де загалом сімнадцять років виконував функції спочатку клерка в бухгалтерії, а потім високо фахового консультанта. Паралельно він закінчив у Вищій школі адміністрування економічний факультет, поєднавши теорію навчання з практикою роботи в національному банку. Крім того, впродовж 50-х рр. XX ст. Делор викладав економічний аналіз у Сорбонні. У своїх спогадах Делор зазначає, що він позитивно сприйняв оцінку де Голля, який вважав, що об'єднана Європа в умовах «холодної війни» має перетворитись на третю світову потугу і коли-небудь відіграти роль арбітра в радянсько-американських відносинах.
В 1962 р. Жак Делор увійшов до апарату французького уряду економічним консультантом. В цей час він був переконаним голлістом в питаннях участі Франції в процесі європейської інтеграції. Водночас Делор розумів, що в міждержавному співробітництві не може бути «альтруїстів», які б, поступались власними національними інтересами заради майбутнього федеративної Європи. Тому він дійшов висновку, що ефективність європейської інтеграційної політики залежить від ступеня її відповідності традиційним національним інтересам європейських країн. Саме це може бути своєрідним пряником, який стимулював би народження єдиної Європи. В свою чергу роль «батога» відігравала так звана «радянська загроза». Делор, посилаючись на точку зору Жана Монне, погоджувався з тим, що чим більшим ставало коло питань, які національні держави погоджувались вирішувати на європейському рівні, тим міцнішими виявлялись спільні інтеграційні інститути. Врешті такий підхід мав забезпечити появу «функціональної інтеграції», яка перетворила б національні економічні системи на єдиний господарський комплекс. Слід зазначити, що впродовж другого терміну президентства де Голля політичні погляди Делора, незважаючи на його «буржуазну» професію, поступово ставали все лівішими.
У 1967 р. спостерігалася інституційна криза Європейського Економічного Співтовариства. Делор за своїми експертними обов'язками вивчав європейський досвід подолання енергетичної, валютної та інших структурних криз. Це дало йому цінний досвід врегулювання складних питань у взаємодії з представниками інших національних бюрократичних систем.
Помітне місце в еволюції політичної позиції Ж. Делора посідають революційні події у Франції 1968 р. Він дійшов висновку, що розвитку справедливого гуманістичного суспільства сприятимуть не троцькістські експерименти зі встановлення прямої демократії, а наполеглива повсякденна праця, спрямована на реформаторське удосконалення негативних рис капіталістичної системи економіки. Причому свої погляди Ж. Делор намагався реалізовувати у практиці своєї урядової консультативної роботи.
У 1968—1972 роках він був позапартійним радником з фінансових питань у Кабінеті Міністрів Жоржа Помпіду. На цій посаді Делор доклав плідних зусиль до утворення європейської валютної системи. Одночасно він набув важливого досвіду, пов'язаного з необхідністю посилення позицій Європи на міжнародній арені.
2 листопада 1974 р. 49-річний Ж. Делор став членом Французької соціалістичної партії, яку очолив його особистий друг Франсуа Міттеран. Французькі соціалісти перебували тоді в опозиції до правоцентристських урядів і французьких комуністів. Водночас авторитет Делора як фінансового аналітика лишався у владних коридорах досить високим. У другій половині 70-х рр. XX ст. він давав поради французьким урядовим структурам з питань функціонування європейської валютної системи.
У 1979 році були прийняті рішення про поступове інституційне формування валютного співробітництва. У тому ж році Делор увійшов до комісії з економічних питань Європейського парламенту. Делор займався розробкою середньо термінової кон'юнктурної політики ЄЕС, продовжуючи працювати радником у міністерстві фінансів Франції. Він показав себе як аналітик, спроможний висувати нові стратегічні завдання і ефективний менеджер, який був володів мистецтвом контролю виконання розроблених програм.

## Міністр економіки та фінансів Франції
Після перемоги на президентських виборах 21 травня 1981 р. Ф.Міттерана Жак Делор був призначений на посаду міністра економіки та фінансів Франції, яку він займав до 1984 року. Саме на цій посаді Делор став мішенню для французьких комуністів, які звинувачували його у відмові від масштабної ренаціоналізації французької економіки. Комуністи вважали, що Делор був лівим як редис, тобто лише згори червоний, а всередині «білий» ліберал. Однак Делор дійсно був соціалістом. На користь цього свідчить, наприклад, Меморандум французького уряду від 8 жовтня 1981 р., який містив поняття спільного європейського соціального простору. Крім того, боротьба з хронічним безробіттям проголошувалась одним із основних пріоритетів Європейського Співтовариства. Проте, бувши економістом реалістом, починаючи з березня 1983 р., на міністерській посаді Делор реалізовував жорстку економічну політику у Франції, яка поклала край соціалістичним експериментам.

## Голова Європейської Комісії
Аналізуючи участь Франції в процесі європейської інтеграції за часів президента Ф. Міттерана, Ж. Делор висунув теорію «концентричних кіл» у процесі розвитку європейської інтеграції. Її вплив можна прослідкувати і в ідеї формування «ширшої Європи» та надання країнам, які не є членами ЄС, але мають з ним спільні кордони статусу «особливих сусідів».
Врешті вихід процесу європейської інтеграції зі стану «застою» пов'язаний із діяльністю на чолі Європейської Комісії Ж. Делора. Саме він запропонував політичні засоби для посилення європейського інтеграційного оптимізму. У 1985 р. Делор висунув концепцію створення спільного європейського ринку до 1992 р. Саме на час його перебування на цій посаді голови Європейської Комісії Європейські Співтовариства рішуче вийшли з досить тривалого періоду «європейського склерозу», тобто уповільнення розвитку процесу європейської інтеграції, яке спостерігалось наприкінці 70-х та на початку 80-х рр. XX століття.
Жак Делор у короткий термін зміг досягти компромісу з Великою Британією, яка наполягала на перегляді розміру свого внеску до бюджету ЄЕС, врегулював проблеми реалізації та фінансування спільної сільськогосподарської політики ЄЕС, провів реструктуралізацію інституційних та наповнення регіональних фондів ЄЕС. Паралельно він докладав титанічних зусиль до подальшого поглиблення всіх аспектів європейської інтеграції, завдяки чому було започатковано справжній ажіотаж навколо черги країн, бажаючих вступити до ЄЕС.

### План Делора— І
7 січня 1985 р. голова Європейської комісії Жак Делор оголосив «Білу книгу» — план прискорення європейської інтеграції. По-суті було запропоновано «пакет Делора», який окреслив можливості подальшого коопераційного єднання європейських народів. До речі, саме за ініціативи Делора на міланському самміті 1985 р. було вирішено відзначати офіційне свято — День Європи, який був визначений на 9 травня, тобто на день проголошення 1950 р. Декларації Робера Шумана. Водночас на міланській зустрічі Європейської Ради німецький канцлер Гельмут Коль прохолодно поставився до пропозиції Ж. Делора щодо розширення повноважень Європейської Комісії, яка мала перетворитись на мотор європейської інтеграції, охоронця її результатів та чесного маклера в погодженні різних національних інтересів.
У Білій книзі Європейської комісії, яка з'явилась в червні 1985 р., наголошувалось, що Європа опинилась на перепутті. Або вона з усією рішучістю піде вперед, або скотиться до посередності. «Або ми просунемо далі економічну інтеграцію, або капітулюємо перед величчю задач внаслідок відсутності політичної волі. Вибір є вирішальним». «Спільнота на сьогодні знову в русі, що його Жан Монне приймає як свій власний. Насправді, — наголошував Ж. Делор, — цей рух черпає сили в економічній меті — побудові „великого внутрішнього ринку“ в 1992 р., але аж ніяк не обмежується цією метою. Обрії його куди ширші, вони окреслюють справжній європейський економічний простір, у якому повна свобода циркуляції осіб, товарів, послуг і капіталів поєднується з іншими рушійними силами європейської системи: зменшенням регіональної нерівності, врахуванням соціальних питань для узгодження; активною співпрацею у валютній сфері задля найбільшої стабільності і зростання, поєднанням зусиль у дослідженні розвитку, пошуку нових стосунків з природою і середовищем». Це була дійсно масштабна програма стратегічного розвитку європейської інтеграції, удосконалення передусім її якості.
На думку Ж. Делора, лише за умов забезпечення спільності дій Європейське співтовариство зможе суттєво зміцнити свої економічні та військові світові позиції. Альтернативою цьому може бути лише відносний занепад всієї європейської цивілізації.
Реалізовувалась програма фінансування зближення рівнів розвитку різних європейських регіонів. Водночас Делор відстоював пропозицію переоцінки суто кейнсіанських моделей економіки попиту та поступового переходу до неоліберальної економіки пропозиції. Зазначений курс незабаром сприяв відновленню цивілізаційної єдності Європи.
Ж. Делор наголошував, що має виникнути єдина Європа, яка буде спроможна дати відповіді на конкурентні виклики XXI століття в галузях економіки, політики, новітніх технологій. А також буде здатна звільнитись від американського технологічного контролю. Цьому, зокрема, мав сприяти підтриманий Ж. Делором 17 липня 1985 р. план науково-технічного співробітництва західноєвропейських країн «Еврика».
Вже досить швидко ідеї з «плану Делора» почали втілюватись на практиці. 14 червня 1985 р. у прикордонному люксембурзькому селищі Шенген Люксембург, Бельгія, Нідерланди, Франція та Німеччина підписали однойменну угоду щодо вільного пересування громадян своїх країн через спільні кордони. Після ратифікації 26 березня 1995 р. Шенгенські угоди набрали чинності. Звичайно, залишалися мовні, освітні, професійні бар'єри. Але, попри це, Європейська комісія на чолі з Ж. Делором наполегливо проводила політику економічного й соціального згуртування Європи.
Тим часом перші плоди став давати курс Делора на розширення Спільного ринку. Вже 1 січня 1986 р. членами ЄС стали Іспанія та Португалія. Делор домігся компромісу в питанні фінансування цього процесу. Європейська Комісія пропонувала зменшити ціни та квоти виробництва сільськогосподарської політики. Це сталось навіть попри те, що Франція була незадоволена пропозицією квотування виробництва сільськогосподарської політики. У лютому 1988 р. Європейська Рада прийняла план Делора, який передбачав, що буде одночасно зменшено верхню межу виробництва сільськогосподарської продукції та встановлювались гарантовані ціни.
Основні положення:
- Створення загального (інтегрованого) ринку;
- Структурне вирівнювання відсталих зон та регіонів;
- Координація економічної, бюджетної, податкової політики;
- Створення наднаціонального Європейського валютного інституту у складі керуючих центральними банками і членів директорату для координації грошової та валютної політики;
- Єдина валютна політика, введення фіксованих валютних курсів і колективної валюти ЕКЮ. На основі плану Делора була розроблена та підписана 12 країнами ЄС в Маастрихті (Нідерланди) у лютому 1992 р. Угода про Європейський Союз, яка передбачала поетапне формування валютно-економічного союзу.

### Єдиний європейський акт
Безумовно вагомою політичною заслугою Ж. Делора є активізація процесу європейської інтеграції. 17 лютого 1986 р. на засіданні Європейської ради в Люксембурзі було підписано Єдиний європейський акт.
Правда, зазначений документ не підписали представники Греції, Данії, Італії. Після референдуму в Данії 28 лютого 1986 р. в Гаазі ці країни підписали Єдиний європейський акт. Впродовж наступних трьох років Жак Делор доклав багато зусиль для погодження позицій всіх зацікавлених сторін. В окремих країнах знадобились національні референдуми для легалізації положень Єдиного європейського акту. До січня 1987 р. 11 країн Європейського Економічного Співтовариства, крім Ірландії, ратифікували Єдиний європейський акт, який набув чинності 1 липня 1987 р.
За підтримки Ж. Делора було закріплено положення про Європейську раду, яка реально працювала з 1975 р., але положення про яку не було в Римському договорі 1957 р. Це було суттєвим кроком вперед до створення не просто політичного альянсу, а проведення погодженої економічної, валютно-фінансової, гуманітарної політики, спільної зовнішньої та оборонної політики. Тим самим європейська економічна інтеграції та європейське політичне співробітництво були поєднані в одному магістральному процесі, складові якого підсилювали та стимулювали один одного.
У 1988 р. Ж. Делор за загального консенсусу країн членів ЄЕС був переобраний на посаду голови Європейської комісії. Говорячи про загальноєвропейські заходи в різних сферах взаємодії, він наголошував, що в них «абсолютно немає прагнення до уніфікації. За великим рахунком, за кожною країною залишається право наслідувати свою історію, свою традиції, звичаї, специфічні особливості. Наша Європа буде об'єднана лише при збереження її різноманітності».

### Хартія основних соціальних прав трудящих
Водночас формування єдиного європейського ринку праці, на думку Ж. Делора, мало супроводжуватись набуттям нової якості соціальних аспектів інтеграції. З цією метою голова Європейської комісії відстоював ідею укладання Європейської соціальної хартії. Звичайно, він наголошував, що єдина Європа має відмовитись від ідеї соціальної зрівнялівки. Він був проти «соціального демпінгу», тобто переведення робочих місць у країни з дешевшою робочою силою.
Саме в цей час британська прем'єр-міністр Маргарет Тетчер звинуватила «брюссельського бюрократа» Ж. Делора в обмежені національного суверенітету та нав'язування марксистського духу класової боротьби. Насправді Європейська соціальна хартія всього лише пропонувала забезпечити якомога більший рівень зайнятості в Європі і на цій основі неухильне підвищення соціальних стандартів життя для широких соціальних верств. Вони мали створити надійну соціальну базу підтримки процесу європейської інтеграції. Правда, Ж. Делор визнавав, що гармонізація відповідно до найвищого соціального стандарту в ЄС, який мала ФРН, вимагала би величезних дотацій на підтримку депресивних європейських регіонів.
9 грудня 1989 р. Європейська Рада прийняла Хартію основних соціальних прав трудящих. Ж. Делор, аргументуючи потребу її прийняття, наголошував на потребі збереження в об'єднаній Європі високих стандартів соціального ринкового господарства. Зазначену хартію не підтримала лише Велика Британія.

### Створення Європейського союзу
Водночас суттєве прискорення процесу європейської інтеграції, на думку Ж. Делора, мало змінити статус Європейських Співтовариств, як «не ідентифікованого політичного об'єкту». 17 січня 1989 р. Ж. Делор виступив з промовою в Страсбургу перед Європейським парламентом щодо перспективи створення Європейського Союзу. Зокрема, Делор наголошував, що «як може успіх інтеграції 12 країн погоджуватись з відстороненням тих, хто як і ми мають право називати себе європейцями?».
Отже, «Пакет Делора — ІІ» мав передбачати, що «Співтовариство це не лише великий ринок, воно є економічним і соціальним простором без кордонів, воно має стати політичним союзом з спільною зовнішньою та оборонною політикою».
На засіданні Європейської Ради 9—10 грудня 1991 р. у нідерландському місті Маастрихт за посередництва Ж. Делора були врегульовані спірні питання. 7 лютого 1992 р. у Маастрихті підписали Договір про створення Європейського Союзу. Ж. Делор домігся, аби в заключному розділі Маастрихтського договору було положення про проведення в 1996 р. нової міжурядової конференції, яка мала продовжити удосконалення європейських інтеграційних структур та механізмів.
Саме Делор запропонував у відносинах між національними та наднаціональними органами європейської влади використати принцип субсідіарності, який передбачає, що у випадках, коли в питаннях, на які не поширюються виняткові повноваження ЄС, цілі не можуть бути досягнуті відповідними діями держав-членів, то в інтересах справи використовується спільна політика ЄС.
Під час переговорів навколо підготовки Маастрихтського договору позначилась серйозна суперечність між прихильниками затвердження «федеративної сутності» ЄС та послідовними прихильниками збереження національного суверенітету. Речником останньої позиції був британський прем'єр-міністр Джон Мейджор. За цих обставин президент Європейської Комісії Жак Делор висунув ідею запровадження принципу субсидіарності, яка мала стати «школою федерального підходу» до європейської інтеграції. «Як політичний принцип, субсидіарність є більше методом кооперації, аніж критерієм відокремлення і прагне реалізувати рівновагу між потребами, можливостями й відповідальністю різних рівнів прийняття рішень».
Звичайно, Ж. Делор сподівався на формування владних структур ЄС, які відповідали б повноваженням, котрі традиційно властиві владним органам національних держав. На його думку, Європейська Рада, яка складається з глав держав ЄС, мала стати центром всієї інституційної системи Європейського Союзу. Демократизація системи прийняття рішень в ЄС мала бути пов'язана з розширенням сфери компетенції Європейського парламенту.
У тому ж 1992 р. Жак Делор став лауреатом нагороди Карла Великого за особливі заслуги в розвитку європейської інтеграції.

### Створення єдиної валютної системи
13 лютого 1988 р. були прийняті пропозиції Ж. Делора щодо подвоєння структурних фондів Європейських Співтовариств та визначення стратегічного курсу на введення спільної грошової одиниці. Голова Європейської Комісії забезпечував підвищення ефективності координації економічної політики країн членів. Це давало можливість підвищувати ефективність соціальної політики.
Крім того, Ж. Делор пропонував створити Європейський валютний інститут та Європейський центральний банк. У червні 1989 р. на засіданні Європейської Ради в Мадриді було прийнято рішення про те, що 1 липня 1990 р. буде засновано Європейську валютну систему. Так за сприяння Ж. Делора зроблено перший рішучий крок до спільної європейської грошової одиниці.
Перший етап будівництва Європейської валютної системи був ускладнений фінансовою кризою 1992—1993 р. У жовтні 1993 р. Делор наголосив на незмінності курсу на формування стабільної Європейської валютної системи.

### Питання розширення ЄС
У квітні 1992 р. Ж. Делор оприлюднив доповідь «Наслідки розширення», в якій висловив попередження, що «вступ нових членів збільшить різнорідність та гетерогенність Співтовариства. При цьому розширення не має бути здійснено за рахунок поглиблення інтеграції».
У червні 1993 р. на засіданні Європейської Ради в Копенгагені за ініціативи Делора були визначені основні параметри відносин ЄС з країнами кандидатами на вступ. Так звані «копенгагенські критерії» передбачають адекватність країн кандидатів вимогам політичних, економічних та функціональних (членських) критеріїв членства в ЄС.
Виступаючи 17 січня 1995 р. перед Європейським парламентом, голова Європейської комісії Жак Делор пропонував наступну модель європейської федерації. Заради зменшення витрат на користь країн з менш розвиненою економікою проект передбачав утворення навколо консолідованого «ядра» Європейського Співтовариства різних зон співробітництва з глибиною інтеграції, що послідовно зменшувалася. Наприкінці 1995 р. Жак Делор залишив посаду голови Європейської Комісії.

## Подальша діяльність
Напередодні грудневого 2000 р. самміті ЄС у Ніцці колишній голова Європейської Комісії Ж. Делор наголошував, що інституційна реформа є обов'язковою умовою розширення ЄС, але вона не може зводитися до розв'язання лише трьох «технічних» питань, пов'язаних з визначенням чисельності і складу Європейської Комісії, балансування позицій при визначенні принципу головування в ЄС, перегляд принципу застосування права національного вето та розширення прийняття рішень кваліфікованою більшістю голосів. Вона має стосуватися глибокого перегляду самої філософії європейського будівництва.
23 березня 2002 р. з початком роботи європейського Конституційного Конвенту Ж. Делор зазначав, що в цьому документі обов'язково має бути зафіксований принцип багатьох швидкостей інтеграції, адже повна функціональна інтеграція, яка могла бути прийнятна для 15 країн членів ЄС, в майбутньому не може бути реалістичною метою для 30 держав членів ЄС.
Жак Делор слідкував за перипетіями розгортання процесу європейської інтеграції. Зокрема, коментуючи роботу європейського конституційного конвенту, він наголошував, що, на його думку, «ключовим питанням лишається проблема відносин між Європейською Комісією та національними урядами. Адже в умовах європейської економічної рецесії ці відносини не мають перетворитись на родинну сварку. Тому спільні цілі мають бути максимально реалістичними». На його думку, існує реальна небезпека того, що таке інтенсивне розширення ЄС не сприятиме якісному об'єднанню Європи.